# Topliceni
Topliceni è un comune della Romania di 4 439 abitanti, ubicato nel distretto di Buzău, nella regione storica della Muntenia.
Il comune è formato dall'unione di 7 villaggi: Băbeni, Ceairu, Dedulești, Gura Făget, Poșta, Răducești, Topliceni.